# Nuoto ai campionati mondiali di nuoto 2009 - 100 metri dorso femminili
La specialità dei 100 metri dorso femminili ai campionati mondiali di nuoto 2009 si è svolta al complesso natatorio del Foro Italico di Roma, in Italia.
Le qualifiche per la semifinale si sono svolte la mattina del 27 luglio 2009 e vi hanno partecipato 113 atlete. La semifinale si svolgerà la sera dello stesso giorno. La finale si è svolta la sera del 28 luglio 2009.

## Medaglie
| Posizione | Atleta          | Paese         |
| --------- | --------------- | ------------- |
|           | Gemma Spofforth | Gran Bretagna |
|           | Anastasia Zueva | Russia        |
|           | Emily Seebohm   | Australia     |

## Record
Prima della manifestazione il record del mondo (RM) e il record dei campionati (CR) erano seguenti.
|  | 58"77 | Kirsty Coventry Zimbabwe     | 11 agosto 2008 Pechino, Cina       |
|  | 59"44 | Natalie Coughlin Stati Uniti | 27 marzo 2007 Melbourne, Australia |

Durante l'evento sono stati migliorati i seguenti record:
| Data      | Evento        | Atleta          | Nazione       | Tempo | Record |
| --------- | ------------- | --------------- | ------------- | ----- | ------ |
| 27 luglio | 11ª batteria  | Gemma Spofforth | Gran Bretagna | 58"78 |        |
| 27 luglio | 1ª semifinale | Anastasia Zueva | Russia        | 58"48 |        |
| 28 luglio | Finale        | Gemma Spofforth | Gran Bretagna | 58"12 |        |

## Risultati

### Batterie
| Pos. | Atleta                      | Nazionalità        | Tempo   | Batteria | Corsia | Note |
| ---- | --------------------------- | ------------------ | ------- | -------- | ------ | ---- |
| 1    | Gemma Spofforth             | Gran Bretagna      | 58.78   | 11       | 4      |      |
| 2    | Anastasia Zueva             | Russia             | 59.01   | 12       | 5      |      |
| 3    | Kirsty Coventry             | Zimbabwe           | 59.51   | 12       | 4      |      |
| 4    | Emily Seebohm               | Australia          | 59.64   | 11       | 5      |      |
| 5    | Shiho Sakai                 | Giappone           | 59.80   | 10       | 5      |      |
| 6    | Chang Gao                   | Cina               | 59.84   | 11       | 7      |      |
| 7    | Hayley Mcgregory            | Stati Uniti        | 59.91   | 10       | 4      |      |
| 8    | Elizabeth Simmonds          | Gran Bretagna      | 1:00.04 | 10       | 6      |      |
| 9    | Aya Terakawa                | Giappone           | 1:00.18 | 11       | 3      |      |
| 10   | Mariya Gromova              | Russia             | 1:00.32 | 11       | 8      |      |
| 11   | Daniela Samulski            | Germania           | 1:00.34 | 12       | 2      |      |
| 12   | Elizabeth Pelton            | Stati Uniti        | 1:00.47 | 12       | 7      |      |
| 13   | Fabiola Molina              | Brasile            | 1:00.53 | 10       | 2      |      |
| 14   | Pernille Jessing Larsen     | Danimarca          | 1:00.67 | 12       | 8      |      |
| 15   | Jing Zhao                   | Cina               | 1:00.79 | 12       | 3      |      |
| 16   | Alexianne Castel            | Francia            | 1:00.80 | 11       | 6      |      |
| 17   | Belinda Hocking             | Australia          | 1:00.90 | 10       | 3      |      |
| 18   | Maria Gonzalez              | Messico            | 1:00.94 | 9        | 5      |      |
| 19   | Eszter Dara                 | Ungheria           | 1:01.10 | 11       | 2      |      |
| 19   | Elena Gemo                  | Italia             | 1:01.10 | 11       | 1      |      |
| 21   | Valentina De Nardi          | Italia             | 1:01.46 | 10       | 0      |      |
| 22   | Esther Baron                | Francia            | 1:01.48 | 12       | 6      |      |
| 23   | Sanja Jovanović             | Croazia            | 1:01.53 | 10       | 7      |      |
| 24   | Sinead Russell              | Canada             | 1:01.63 | 12       | 1      |      |
| 25   | Alicja Tchórz               | Polonia            | 1:01.75 | 12       | 0      |      |
| 26   | Simona Baumrtova            | Rep. Ceca          | 1:01.79 | 12       | 9      |      |
| 27   | Petra Klosova               | Rep. Ceca          | 1:01.83 | 8        | 4      |      |
| 28   | Carolina Colorado Henao     | Colombia           | 1:01.85 | 10       | 1      |      |
| 29   | Iryna Amshennikova          | Ucraina            | 1:02.00 | 11       | 0      |      |
| 30   | Gabrielle Soucisse          | Canada             | 1:02.14 | 10       | 8      |      |
| 31   | Kseniya Grygorenko          | Ucraina            | 1:02.36 | 9        | 4      |      |
| 32   | Kimberly Buys               | Belgio             | 1:02.46 | 9        | 1      |      |
| 33   | Aisling Cooney              | Irlanda            | 1:02.55 | 9        | 8      |      |
| 34   | Anastasiya Prilepa          | Kazakistan         | 1:02.72 | 7        | 7      |      |
| 35   | Klaudia Nazieblo            | Polonia            | 1:02.74 | 11       | 9      |      |
| 36   | Melanie Nocher              | Irlanda            | 1:02.76 | 8        | 7      |      |
| 37   | Marica Strazmester          | Serbia             | 1:02.90 | 9        | 0      |      |
| 38   | Sarah Rolko                 | Lussemburgo        | 1:02.97 | 8        | 1      |      |
| 39   | Kiera Aitken                | Bermuda            | 1:02.99 | 9        | 7      |      |
| 40   | Dina Hegazy                 | Egitto             | 1:03.03 | 8        | 3      |      |
| 41   | Aleksandra Kovaleva         | Bielorussia        | 1:03.17 | 8        | 2      |      |
| 42   | Yekaterina Rudenko          | Kazakistan         | 1:03.29 | 8        | 5      |      |
| 43   | Martina Van Berkel          | Svizzera           | 1:03.44 | 8        | 6      |      |
| 44   | Ekaterina Avramova          | Bulgaria           | 1:03.47 | 9        | 2      |      |
| 45   | Jeserick Pinto              | Venezuela          | 1:03.48 | 7        | 5      |      |
| 46   | Yin Yan Claudia Lau         | Hong Kong          | 1:03.51 | 7        | 3      |      |
| 47   | Katarina Milly              | Slovacchia         | 1:03.57 | 6        | 3      |      |
| 48   | Maja Sovinek                | Slovenia           | 1:03.66 | 7        | 6      |      |
| 49   | Hiu Wai Sherry Tsai         | Hong Kong          | 1:03.69 | 10       | 9      |      |
| 50   | Shana Jia Yi Lim            | Singapore          | 1:03.72 | 8        | 8      |      |
| 51   | Ramirez Monica              | Andorra            | 1:03.79 | 5        | 4      |      |
| 52   | Elodie Vanhamme             | Belgio             | 1:04.01 | 9        | 9      |      |
| 53   | Alana Dillette              | Bahamas            | 1:04.09 | 9        | 6      |      |
| 54   | Dana Gales                  | Lussemburgo        | 1:04.12 | 8        | 0      |      |
| 55   | AnnaLiisa Pold              | Estonia            | 1:04.14 | 6        | 7      |      |
| 56   | Lourdes Villasenor          | Messico            | 1:04.22 | 6        | 5      |      |
| 57   | Erika Layne Stewardt        | Colombia           | 1:04.55 | 7        | 9      |      |
| 58   | Katlin Sepp                 | Estonia            | 1:04.79 | 7        | 1      |      |
| 59   | RiiaRosa Koskelainen        | Finlandia          | 1:04.89 | 7        | 8      |      |
| 60   | Yeong Seo Kang              | Corea del Sud      | 1:05.19 | 8        | 9      |      |
| 61   | Diana Chang                 | Ecuador            | 1:05.33 | 6        | 9      |      |
| 62   | Yulduz Kuchkarova           | Uzbekistan         | 1:05.34 | 7        | 0      |      |
| 63   | Hiang Yuet Lynette Ng       | Singapore          | 1:05.65 | 6        | 1      |      |
| 63   | Ting Chen                   | Taipei cinese      | 1:05.65 | 7        | 4      |      |
| 65   | Nicole Marmol               | Ecuador            | 1:05.77 | 6        | 4      |      |
| 66   | Maria Virginia Baez Franco  | Paraguay           | 1:05.81 | 7        | 2      |      |
| 67   | Elimar Barrios              | Venezuela          | 1:06.14 | 6        | 2      |      |
| 68   | Amina Meho                  | Libano             | 1:06.80 | 6        | 8      |      |
| 69   | Nishani Cicilson            | Suriname           | 1:07.34 | 4        | 3      |      |
| 70   | Siona Huxley                | Saint Lucia        | 1:07.55 | 4        | 1      |      |
| 71   | Gizem Cam                   | Turchia            | 1:07.62 | 1        | 6      |      |
| 72   | Karla Toscano               | Guatemala          | 1:07.76 | 5        | 3      |      |
| 73   | Karen Milenka Torrez Guzman | Bolivia            | 1:07.90 | 5        | 5      |      |
| 74   | Kirsten Lapham              | Zimbabwe           | 1:07.95 | 5        | 8      |      |
| 75   | Silvie Ketelaars            | Antille Olandesi   | 1:08.09 | 5        | 2      |      |
| 76   | Rebecca Sharpe              | Bermuda            | 1:08.31 | 6        | 0      |      |
| 77   | Kendese Nangle              | Giamaica           | 1:08.37 | 5        | 7      |      |
| 78   | Karen Vilorio               | Honduras           | 1:08.84 | 4        | 2      |      |
| 79   | Jonay Briedenhann           | Namibia            | 1:08.88 | 5        | 6      |      |
| 80   | Nicol Cremona               | Malta              | 1:09.10 | 5        | 1      |      |
| 81   | Rachita Shah                | Kenya              | 1:09.32 | 3        | 1      |      |
| 82   | Man Wai Fong                | Macao              | 1:09.53 | 4        | 5      |      |
| 83   | Fariha Zaman                | India              | 1:10.12 | 5        | 0      |      |
| 84   | Lok In Che                  | Macao              | 1:10.20 | 5        | 9      |      |
| 85   | Laura Lucia Paz Chavez      | Honduras           | 1:10.25 | 4        | 8      |      |
| 86   | Birita Debes                | Fær Øer            | 1:10.30 | 3        | 5      |      |
| 87   | Angelique Trinquier         | Monaco             | 1:10.58 | 3        | 6      |      |
| 88   | Mariana Zaballa             | Bolivia            | 1:11.10 | 4        | 0      |      |
| 89   | Sophia Noel                 | Grenada            | 1:11.40 | 4        | 9      |      |
| 90   | Sylvia Brunlehner           | Kenya              | 1:11.60 | 3        | 2      |      |
| 91   | Jade Ashleigh Howard        | Zambia             | 1:11.86 | 2        | 5      |      |
| 92   | Dalia Torrez                | Nicaragua          | 1:12.99 | 4        | 6      |      |
| 93   | Jessika Cossa               | Mozambico          | 1:13.10 | 2        | 3      |      |
| 94   | Mareme Faye                 | Senegal            | 1:13.23 | 3        | 7      |      |
| 95   | Kiran Khan                  | Pakistan           | 1:13.37 | 4        | 4      |      |
| 96   | Ruth Carvalho               | Angola             | 1:13.52 | 3        | 4      |      |
| 97   | Cheyenne Rova               | Figi               | 1:13.53 | 3        | 9      |      |
| 98   | Rachael Catherine Glenister | Samoa Americane    | 1:13.74 | 3        | 0      |      |
| 99   | Faina Salate                | Mozambico          | 1:14.77 | 2        | 7      |      |
| 100  | Estellah Fils Rabetsara     | Madagascar         | 1:14.81 | 3        | 3      |      |
| 101  | Khadidiatou Dieng           | Senegal            | 1:14.91 | 3        | 8      |      |
| 102  | Amelie Trinquier            | Monaco             | 1:16.10 | 2        | 2      |      |
| 103  | Maria Grace Koh             | Brunei             | 1:17.73 | 2        | 4      |      |
| 104  | Judith Ilan Meauri          | Papua Nuova Guinea | 1:18.09 | 2        | 6      |      |
| 105  | Amnahliyani Mohamad Husain  | Brunei             | 1:19.60 | 2        | 9      |      |
| 106  | Reni Jani                   | Albania            | 1:19.95 | 1        | 4      |      |
| 107  | Sausan Aishath              | Maldive            | 1:20.65 | 1        | 5      |      |
| 108  | Rida Mitha                  | Pakistan           | 1:21.22 | 2        | 8      |      |
| 109  | Gouri Kotecha               | Tanzania           | 24.86   | 1        | 3      |      |
| 110  | Shaila Rana                 | Nepal              | 1:23.81 | 2        | 0      |      |
| 111  | Ifiezibe Gagbe              | Nigeria            | 1:24.96 | 2        | 1      |      |
| 112  | Daoheuang Inthavong         | Laos               | 1:30.02 | 1        | 7      |      |
| 113  | Thepaksone Chindavong       | Laos               | 43.80   | 1        | 2      |      |

### Semifinale
| Pos. | Atleta                  | Nazionalità   | Batteria | Corsia | Tempo   | Note |
| ---- | ----------------------- | ------------- | -------- | ------ | ------- | ---- |
| 1    | Anastasia Zueva         | Russia        | 1        | 4      | 58.48   |      |
| 2    | Gemma Spofforth         | Gran Bretagna | 2        | 4      | 58.74   |      |
| 3    | Emily Seebohm           | Australia     | 1        | 5      | 59.15   |      |
| 4    | Kirsty Coventry         | Zimbabwe      | 2        | 5      | 59.21   |      |
| 5    | Shiho Sakai             | Giappone      | 2        | 3      | 59.25   |      |
| 6    | Jing Zhao               | Cina          | 2        | 8      | 59.39   |      |
| 7    | Elizabeth Simmonds      | Gran Bretagna | 1        | 6      | 59.55   |      |
| 7    | Hayley Mcgregory        | Stati Uniti   | 2        | 6      | 59.55   |      |
| 9    | Daniela Samulski        | Germania      | 2        | 7      | 59.77   |      |
| 10   | Chang Gao               | Cina          | 1        | 3      | 1:00.21 |      |
| 11   | Aya Terakawa            | Giappone      | 2        | 2      | 1:00.31 |      |
| 12   | Mariya Gromova          | Russia        | 1        | 2      | 1:00.49 |      |
| 13   | Elizabeth Pelton        | Stati Uniti   | 1        | 7      | 1:00.51 |      |
| 14   | Fabiola Molina          | Brasile       | 2        | 1      | 1:00.55 |      |
| 15   | Alexianne Castel        | Francia       | 1        | 8      | 1:00.63 |      |
| 16   | Pernille Jessing Larsen | Danimarca     | 1        | 1      | 1:00.67 |      |

### Finale
| Pos. | Atleta             | Nazionalità   | Corsia | Tempo | Note |
| ---- | ------------------ | ------------- | ------ | ----- | ---- |
|      | Gemma Spofforth    | Gran Bretagna | 5      | 58.12 |      |
|      | Anastasia Zueva    | Russia        | 4      | 58.18 |      |
|      | Emily Seebohm      | Australia     | 3      | 58.88 |      |
| 4    | Shiho Sakai        | Giappone      | 2      | 59.14 |      |
| 5    | Jing Zhao          | Cina          | 7      | 59.28 |      |
| 6    | Hayley Mcgregory   | Stati Uniti   | 8      | 59.42 |      |
| 7    | Elizabeth Simmonds | Gran Bretagna | 1      | 59.71 |      |
| 8    | Kirsty Coventry    | Zimbabwe      | 6      | 59.74 |      |